# Corydalus parvus
Corydalus parvus is een insect uit de familie Corydalidae, die tot de orde grootvleugeligen (Megaloptera) behoort. De soort komt voor in Ecuador en Peru. Het holotype van de soort wordt bewaard in het Museum für Naturkunde in Berlijn.